# Who's Your Caddy?
Who's Your Caddy? è un film statunitense del 2007 diretto da Don Michael Paul.